# Guillaume de Lamboy
Guillaume de Lamboy (né probablement en Flandre vers 1600, mort le 12 décembre 1659 à Dymokury en Bohême) fut un chef de guerre au service du Saint-Empire romain germanique, officier général pendant la guerre de Trente Ans.
Il était issu d'une vieille famille des Pays-Bas méridionaux (Principauté épiscopale de Liège). Seigneur de Kortessem, il fut élevé à la dignité de Freiherr en 1634 puis comte d'Empire en 1649.
Sa carrière militaire commença au début de la guerre de Trente Ans, lorsqu'il arriva en Allemagne et vint combattre en Bohème sous le commandement du comte de Bucquoy. Pendant la bataille de Lützen, le 16 novembre 1632), il commandait un régiment de cavalerie mais fut gravement blessé et fait prisonnier par les suédois. Après un échange de prisonniers, l’empereur récompensa Lamboy pour sa bravoure à la bataille de Lützen par un domaine en Bohême. 
(...)